# 奎俊宅
奎俊宅是位于中国北京市东城区沙井胡同15号的一座四合院，原为清朝末年刑部尚书、四川总督奎俊的住宅。

## 历史
奎俊宅东临南锣鼓巷，西临南下洼子胡同，南临景阳胡同，北临黑芝麻胡同。奎俊宅包括今沙井胡同15号四合院以及17、19号。大门原位于今沙井胡同17号院。宅院内分中、东、西三路，15号院仅为该宅的东路院。中华人民共和国时期，沙井胡同15号院曾作为北京市群众艺术馆，后来归北京画院使用。
1986年1月21日，该院被公布为东城区文物保护单位。 2003年12月11日，被公布为北京市文物保护单位。

## 建筑
奎俊宅约建于清朝后期。现存建筑有坐北朝南的三进院落。广亮大门一间，门外街对面有一字影壁一座。大门内有随山影壁一座。一进院的倒座房东、西各四间，硬山合瓦清水脊。进入垂花门为二进院，其中北房三间为过厅，有围廊连接整个二进院各房。二进院东侧有一座小跨院，其中有北房三间；再过一殿一卷式垂花门为三进院，有北房三间，前廊后厦，两侧分别有耳房两间，东西厢房各三间，院内有抄手游廊环绕。最后一进院的后罩房现在改从黑芝麻胡同另辟一门出入。沙井胡同15号的建筑均是硬山合瓦过垄脊屋面。